# Trelkowo
Trelkowo (niem. Groß Schöndamerau) – wieś w Polsce położona w województwie warmińsko-mazurskim, w powiecie szczycieńskim, w gminie Szczytno. W latach 1975–1998 miejscowość położona była w województwie olsztyńskim.
Trelkowo to średnia wieś mazurska, położona na Wzgórzach Jabłońskich (dawniej Jablonker Berge), jest tu m.in. kościół i szkoła podstawowa. We wsi jest staw, niewielki zbiornik wodny – powierzchnia ok. 0,62 ha, pojemność ok. 6,20 tys. m³. W linii prostej do granic miasta jest ok. 7 km, drogami utwardzonymi jechać należy ok. 8,5 km. Dojazd: DK57 w stronę Dźwierzut, następnie w Trelkówku, zgodnie z drogowskazem w prawo. Ok. 3 km na zachód od Trelkowa znajduje się największe jezioro w powiecie – Sasek Wielki.

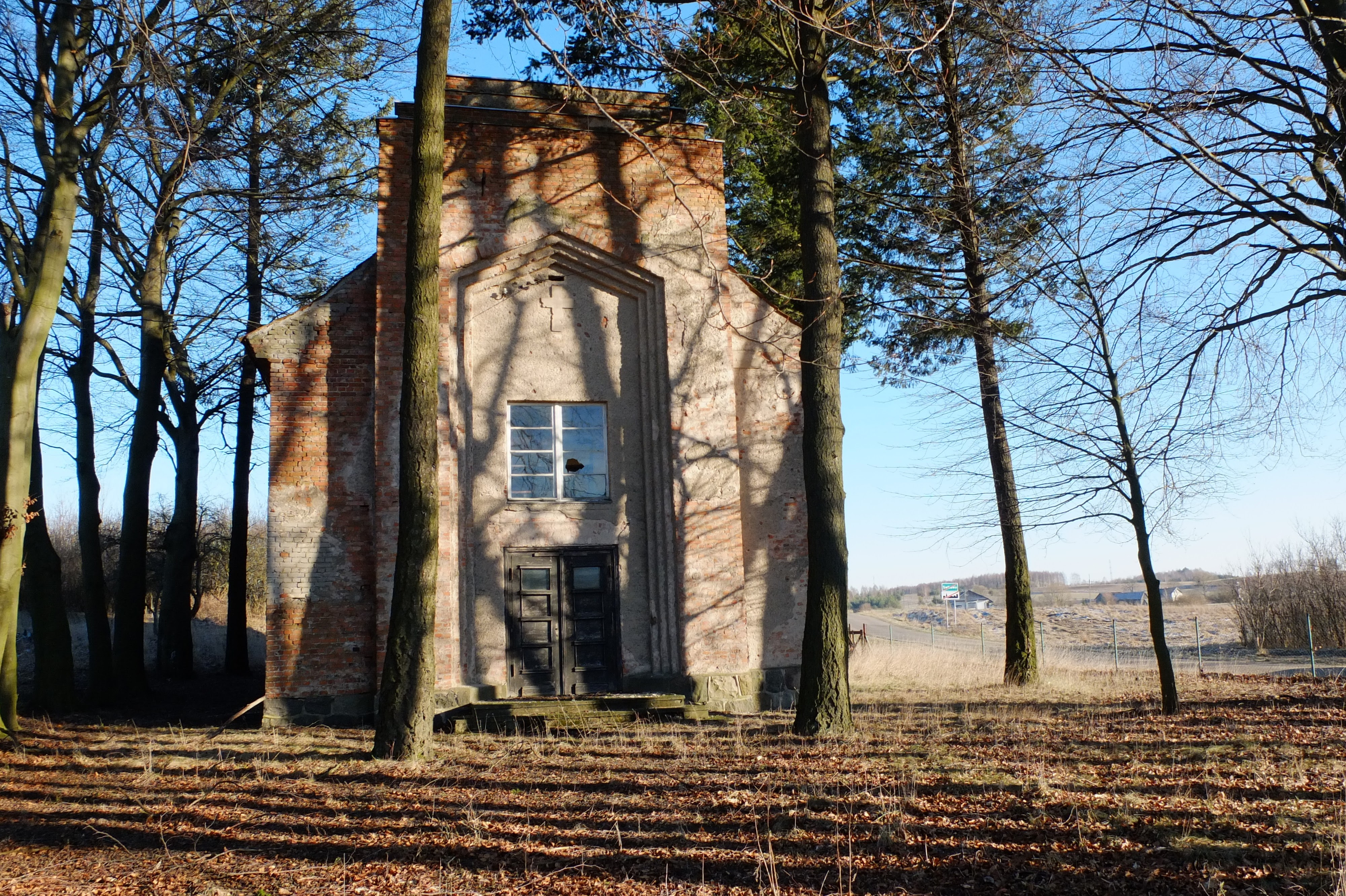
Trelkowo - kaplica chrześcijan baptystów

## Historia
Wieś lokowana w 1391 r. na prawie chełmińskim. Na początku XX w. we wsi było około 700 mieszkańców. Znajdował się także kościół ewangelicki.

## Zabytki
- Dawny kościół ewangelicki – obecnie katolicki pw. św. Maksymiliana Kolbe, wybudowany w 1757 r. Budowla murowana, z kamienia i cegły z masywna wieżą dwukondygnacyjną. W wystroju wnętrza neogotycka chrzcielnica, prospekt organowy oraz tablice z nazwiskami żołnierzy poległych w wojnach napoleońskich oraz pierwszej wojnie światowej. Kilka gotyckich rzeźb z kościoła w Trelkowie obecnie znajduje się w zbiorach Muzeum Mazurskiego w Szczytnie.
- Pomnik z pierwszej wojny światowej, oznajmujący się przy kościele, w formie otwartej księgi. Pomnik upamiętnia mieszkańców parafii poległych w tej wojnie.
- Grób pastora (przy kruchcie) z żeliwnym krzyżem.
- Kaplica baptystyczna z lat 1928–1929 (należąca do zboru w Dźwierzutach) (spłonęła w maju 2021 roku[3]). W latach 1954–1988 była dzierżawiona przez Kościół Adwentystów Dnia Siódmego, obecnie w rękach prywatnych.
- Dawny cmentarz ewangelicki z zachowanymi nagrobkami i pomnikami.